# Paco Jémez
Francisco Jémez Martín (Las Palmas de Gran Canaria, 18 de abril de 1970), conocido como Paco Jémez, es un exfutbolista y entrenador. Jugaba como defensa y alcanzó la internacionalidad con la Selección de fútbol de España. Desde noviembre de 2024 entrena a la U. D. Ibiza de la Primera Federación.

## Vida personal
Aunque nació circunstancialmente en Las Palmas de Gran Canaria por motivos familiares, creció en Córdoba, donde volvieron a asentarse sus padres cuando el joven Paco contaba con unos meses de vida. Su padre es el cantaor de flamenco  apodado con el nombre de Lucas de Écija.

## Trayectoria deportiva

### Como jugador
Formado en los filiales del Córdoba C. F., debutó en el primer equipo en febrero de 1989 cuando militaban en Segunda B. Tras tres temporadas, fichó por el Real Murcia, donde estuvo una temporada, pasando al Rayo Vallecano donde jugó otra temporada para ser traspasado el Deportivo de la Coruña.
En el Depor se mantuvo durante cinco temporadas en las que fue partícipe de la consecución de una Copa del Rey de Fútbol y una Supercopa de España. En el año 1998 abandonó el club deportivista para pasar el Real Zaragoza donde estuvo otras cinco temporadas y ganó la Copa en 2001. 
En 2004 volvió al Rayo Vallecano, temporada que acabó con el descenso a 2.ª B. Acabó su carrera tras una temporada más en C. D. Lugo, en 2006 hizo la pretemporada, pero finalmente decidió retirarse del fútbol activo.

##### Selección
Debutó con la Selección de fútbol de España un 23 de septiembre de 1998. Disputó un total de 21 partidos internacionales.

### Como entrenador
Córdoba C. F.
El 28 de junio de 2007, tras una temporada entrenando a la R. S. D. Alcalá, el Córdoba Club de Fútbol hizo pública su contratación como técnico en sustitución de José Tomás Escalante para la temporada 2007-08. No llegó a concluir el curso, ya que fue despedido el 30 de marzo de 2008 a falta de 11 jornadas para la conclusión del campeonato (pese a no estar el equipo andaluz ninguna jornada en puestos de descenso).
F. C. Cartagena
El 3 de febrero de 2009, el Fútbol Club Cartagena, en ese momento a mitad de temporada de Segunda División B, anunció su contratación como técnico en sustitución de Fabriciano González, "Fabri". El técnico canario consiguió con el equipo albinegro el ascenso a la Liga Adelante, aunque finalmente el club decidió su no continuidad durante la siguiente temporada en la categoría de plata como técnico del Efesé.
U. D. Las Palmas
El 12 de abril de 2010, la Unión Deportiva Las Palmas comunicó su contratación como entrenador del equipo grancanario tras la destitución del croata Sergije Krešić, consiguiendo a final de temporada el objetivo propuesto de obtener la permanencia del club grancanario en la Segunda División. Jémez continuó siendo el técnico de la escuadra amarilla durante la temporada 2010-11, pero tras el buen inicio de temporada, el equipo entró en una mala racha de resultados y Jémez fue destituido tras perder 5-2 contra el Granada C. F. en la jornada 26.
Córdoba C. F.
El 7 de junio de 2011, volvió al Córdoba Club de Fútbol, donde firmó un muy notable inicio de campaña, situando al equipo de la ciudad de los califas en las posiciones de privilegio de la clasificación. Al finalizar la liga regular, el equipo cordobés se situaría sexto, dándole la oportunidad de jugar el "play-off" de ascenso a Primera División contra el Real Valladolid. El equipo castellano eliminó al equipo cordobés por el resultado global de 3-0.
Rayo Vallecano

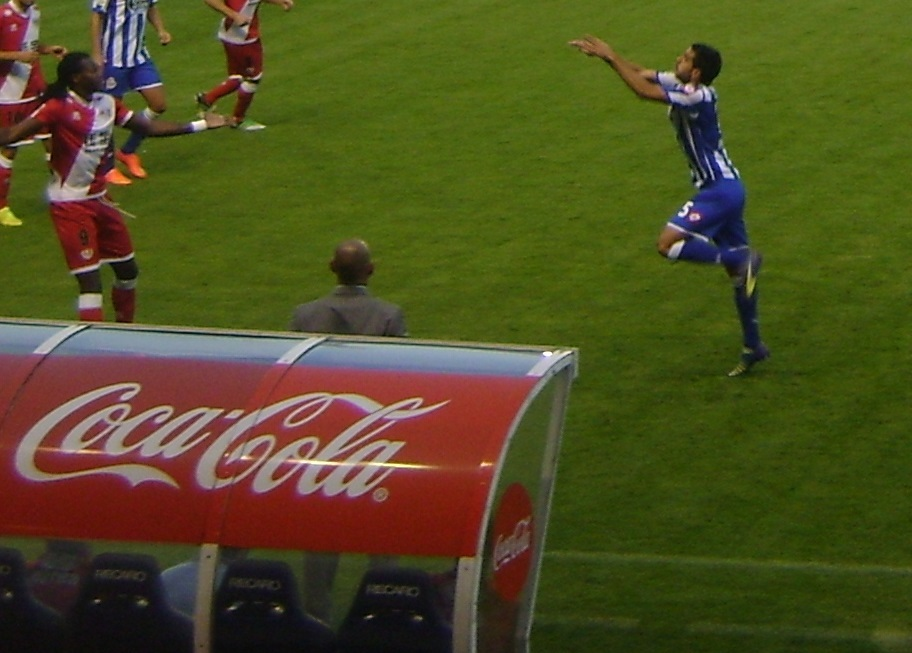
Paco Jémez dirigiendo al Rayo Vallecano.

En junio de 2012, rescindió su contrato con el Córdoba y se incorporó al Rayo Vallecano como nuevo técnico para la temporada 2012-13, comenzando así una nueva etapa en la entidad vallecana y culminando el objetivo profesional de Jémez de entrenar en Primera División. Su primera experiencia en la élite fue un éxito, salvando al modesto equipo rayista del descenso con varias jornadas de antelación y luchando por entrar en competición europea hasta el final, practicando un juego de marcado acento ofensivo. El 30 de mayo, renueva con el equipo madrileño por dos temporadas, antes de terminar la Liga en 8.º puesto con 53 puntos, los mejores registros de la historia del Rayo.
Sin embargo, la temporada 2013-14 fue más complicada, pues el Rayo estuvo varias jornadas en puestos de descenso y con frecuencia recibía muchos goles como consecuencia de su apuesta ofensiva. Pero el club mantuvo la confianza en el trabajo de Jémez y finalmente el equipo reaccionó en la recta final del campeonato, consiguiendo varias victorias que le dispararon hacia la zona tranquila de la clasificación. En la temporada 2014-15, el equipo franjirrojo volvió a obtener la permanencia, esta vez sin ocupar puestos de descenso en ninguna jornada.
Finalmente, en la temporada 2015-16 el elenco madrileño descendió a Segunda División, después de una pésima recta final donde empató con el Málaga y perdió contra el Real Madrid, Atlético de Madrid y Real Sociedad. Llegó con opciones de permanencia a la última jornada, pero necesitaba que el Getafe y el Sporting de Gijón no ganaran sus respectivos partidos. A pesar de ganar el último partido contra el Levante y la derrota del Getafe contra el Real Betis, la victoria del Sporting de Gijón ante el Villarreal le condenó a la categoría de plata.
Granada C. F.
El 20 de junio de 2016, se convirtió en el nuevo entrenador del Granada Club de Fútbol. El 28 de septiembre de ese mismo año, fue destituido como técnico del conjunto andaluz, tras sumar sólo 2 puntos en los 6 primeros partidos de Liga.
Cruz Azul
Después de largas negociaciones, el 28 de noviembre de 2016, Jémez firmó con Cruz Azul por un año. Pese a no calificar a la fase final del Clausura 2017, al frente del equipo mexicano ganó dos títulos amistosos: la Copa Socio MX, contra Club Universidad Nacional; así como la Copa Tecate frente a Fútbol Club Oporto de la liga portuguesa, ambas en tanda de penaltis. Finalmente, pudo clasificar al equipo la fase final del Torneo Apertura 2017 después de no haberlo logrado las tres temporadas anteriores. El 27 de noviembre de 2017, rescindió su contrato con el club mexicano, tras ser eliminado por el Club América en cuartos de final.
U. D. Las Palmas
El 21 de diciembre de 2017, inició su segunda etapa al frente de la Unión Deportiva Las Palmas, que en aquel momento ocupaba el último lugar tras haberse disputado 17 jornadas de la Primera División de España. No pudo obtener la permanencia para el conjunto insular, que descendió a Segunda División después de 3 años en la élite. De esta manera abandonó el equipo amarillo al final de la temporada.
Rayo Vallecano
El 20 de marzo de 2019, se hizo oficial su regreso al banquillo del Rayo Vallecano. No pudo evitar el descenso del equipo madrileño a Segunda División, pues acabó siendo colista de la Liga; pero continuó al frente del mismo en la temporada siguiente, finalizando en 7.ª posición en la categoría de plata. Fue reemplazado por Andoni Iraola al término de su contrato.
U. D. Ibiza
El 26 de diciembre de 2021, se confirmó su incorporación al Unión Deportiva Ibiza hasta final de temporada. El 31 de mayo de 2022, tras finalizar la Liga en 15.ª posición, el club anunció que el técnico no iba a continuar.
Tractor S. C.
El 6 de diciembre de 2022, fichó por el Tractor Sazi de la Iran Pro League por lo que resta de temporada y una campaña más opcional, siendo su segunda etapa fuera de España. En abril de 2024 tuvo que abandonar precipitadamente el país debido a la crisis entre Israel e Irán.
U. D. Ibiza
El 12 de noviembre de 2024, inició su segunda etapa al frente de la Unión Deportiva Ibiza.

## Otras facetas
Ha desarrollado su faceta como comentarista deportivo en Onda Cero, Cadena Cope, GOL y Movistar LaLiga.
En enero de 2020 recibió el premio Fundación Carlos Sanz con el que se le reconoce su labor a lo largo del año 2019 para avanzar en los proyectos de la fundación para la donación de órganos.

## Clubes

### Como jugador
| Club                   | País   | Año       | Partidos | Goles |
| ---------------------- | ------ | --------- | -------- | ----- |
| Córdoba Club de Fútbol | España | 1989-1991 | 91       | 4     |
| Real Murcia            | España | 1991-1992 | 35       | 0     |
| Rayo Vallecano         | España | 1992-1993 | 38       | 0     |
| Deportivo de la Coruña | España | 1993-1998 | 118      | 1     |
| Real Zaragoza          | España | 1998-2004 | 189      | 1     |
| Rayo Vallecano         | España | 2003-2004 | 17       | 0     |
| Club Deportivo Lugo    | España | 2005-2006 | 9        | 0     |

### Como entrenador
- Datos actualizados al último partido dirigido el 12 de abril de 2024.[44]

| Club                           | País   | Año       | P   | PG  | PE  | PP  | % ptos. |
| ------------------------------ | ------ | --------- | --- | --- | --- | --- | ------- |
| Real Sociedad Deportiva Alcalá | España | 2007      | 12  | 5   | 4   | 3   | 52.78   |
| Córdoba Club de Fútbol         | España | 2007-2008 | 31  | 7   | 15  | 9   | 38.71   |
| Fútbol Club Cartagena          | España | 2009      | 19  | 9   | 7   | 3   | 59.65   |
| Unión Deportiva Las Palmas     | España | 2010-2011 | 37  | 9   | 13  | 15  | 36.04   |
| Córdoba Club de Fútbol         | España | 2011-2012 | 50  | 24  | 12  | 14  | 56      |
| Rayo Vallecano                 | España | 2012-2016 | 164 | 55  | 29  | 80  | 39.43   |
| Granada Club de Fútbol         | España | 2016      | 6   | 0   | 2   | 4   | 11.11   |
| Cruz Azul                      | México | 2016-2017 | 48  | 17  | 18  | 13  | 47.92   |
| Unión Deportiva Las Palmas     | España | 2017-2018 | 23  | 2   | 6   | 15  | 17.39   |
| Rayo Vallecano                 | España | 2019-2020 | 56  | 17  | 25  | 14  | 45.24   |
| Unión Deportiva Ibiza          | España | 2021-2022 | 21  | 7   | 6   | 8   | 42.86   |
| Tractor Sazi                   | Irán   | 2022-2024 | 45  | 24  | 8   | 13  | 59.26   |
| Unión Deportiva Ibiza          | España | 2024-Act  | 22  | 12  | 3   | 7   |         |
| Total                          | Total  | Total     | 534 | 188 | 148 | 198 | 43.82   |

### Palmarés

#### Como jugador
| Título              | Club                   | Sede   | Año  |
| ------------------- | ---------------------- | ------ | ---- |
| Copa del Rey        | Deportivo de la Coruña | España | 1995 |
| Supercopa de España | Deportivo de la Coruña | España | 1995 |
| Copa del Rey        | Real Zaragoza          | España | 2001 |

### Como entrenador
| Título           | Club            | Sede   | Año  |
| ---------------- | --------------- | ------ | ---- |
| Tercera División | R. S. D. Alcalá | España | 2007 |